# سنگ نگاره‌های تپه شاه فیروز
سنگ نگاره‌های تپه شاه فیروز مربوط به دوران پیش از تاریخ ایران باستان است و در ۱۴ کیلومتری جنوب شرقی سیرجان واقع شده و این اثر در تاریخ ۱ آذر ۱۳۷۸ با شمارهٔ ثبت ۲۵۰۷ به‌عنوان یکی از آثار ملی ایران به ثبت رسیده است.